# Rain LU
| LU ist das Kürzel für den Kanton Luzern in der Schweiz. Es wird verwendet, um Verwechslungen mit anderen Einträgen des Namens Rain zu vermeiden. |

Rain ist eine Ortschaft und eine politische Gemeinde im Wahlkreis Hochdorf des Kantons Luzern in der Schweiz. Dabei besteht die politische Gemeinde aus den Ortschaften Rain und Sandblatte. Auf dem Gemeindegebiet befindet sich auch ein grösseres Aussenlager des Verkehrshaus.

## Geographie
Rain liegt auf einer Hochebene am Südhang der Erlosen zwischen dem südlichen Seetal und nahe dem Südende des Sempachersees.
Das Dorf Rain wächst durch starke Bautätigkeit allmählich mit dem westlich davon gelegenen Ortsteil Sandblatte (592 m ü. M.) zusammen. Zur Gemeinde gehört auch der Weiler Gundolinge (600 m ü. M.; 1,1 km nordwestlich des Dorfs). Es gibt auf dem Gemeindegebiet eine Vielzahl von Häusergruppen und Einzelgehöften, welche teilweise mehrere Kilometer vom Dorf entfernt sind. Vom Gemeindeareal von 942 ha sind 11,6 % Siedlungsfläche, 16,4 % Wald und Gehölz und 72,0 % landwirtschaftliche Nutzfläche (Stand 2015/2016).
Rain grenzt an die Gemeinden Eschenbach, Hildisrieden, Hochdorf, Neuenkirch, Römerswil und Rothenburg.

## Bevölkerung
In der zweiten Hälfte des 19. Jahrhunderts blieb die Zahl der Einwohner konstant (1850–1900: −0,3 %). Bis 1920 wuchs die Einwohnerzahl etwas an (1900–1920: +16,1 %), um anschliessend für Jahrzehnte um die Marke von 1000 Einwohnern zu verbleiben (1920–1970: +5,2 %). Ab 1970 folgte bis zur Jahrtausendwende ein beträchtlicher Wachstumsschub (1970–2000: +73,5 %). Bis zum Jahre 2010 ging das Wachstum zurück (2000–2010: +29,4 %). Die Einwohnerzahl wächst seither kontinuierlich weiter (2010–2020: +23,4 %).
Quellen: 1798–1837: Helvetische und kantonale Volkszählungen; 1850–1980 Volkszählungsergebnisse, 1981–2010 ESPOP, seit 2011 STATPOP

### Sprache
Die Bewohner sprechen als Umgangssprache eine hochalemannische Mundart. Bei der letzten Volkszählung im Jahr 2000 gaben 96,50 % Deutsch, 0,66 % Albanisch und 0,55 % Portugiesisch als Hauptsprache an.

### Religionen – Konfessionen
Wie im übrigen Kanton Luzern war die Bevölkerung früher rein römisch-katholisch. Kirchenaustritte und die Zuwanderung aus anderen Landesgegenden und dem Ausland haben das religiöse Gefüge geändert. Mit Stand 2000 waren 86,29 % römisch-katholische und 6,88 % evangelisch-reformierte Christen, daneben 3,11 % Konfessionslose und 1,26 % Muslime.

### Herkunft – Nationalität
Ende 2020 zählte die Gemeinde 2940 Einwohner. Davon waren 2730 Schweizer Staatsangehörige und 210 (= 7,1 %) Menschen anderer Staatsangehörigkeit. Die grössten Zuwanderergruppen kommen aus Deutschland (52 Menschen), Italien (23), Portugal (22), dem Kosovo (17), Österreich (14), Nordmazedonien (7), Kroatien (6) und Bulgarien (5).

## Geschichte

Luftbild (1952)

Ein Ortsteil der heutigen Gemeinde (Herbrig) wird bereits im Jahr 1256 erwähnt. Der Ort Rein erscheint erstmals 1269 in einer Verpfändungsurkunde des Abts Berthold von Steinbronn der Fürstabtei Murbach. Die Gemeinde gehörte zum Gebiet der Habsburger, bis sie 1386 an die Stadt Luzern fiel. Sie war danach bis 1798 Teil der Vogtei Rothenburg. Die Gemeinde war aber nicht eigenständig, sondern bildete zusammen mit Hildisrieden und Römerswil die Gemeinde Berghof. Von 1798 bis 1803 bildete Rain einen Teil des Distrikts Hochdorf, während Sandblatte und Gundolinge zum Distrikt Sempach gehörten. Seither sind alle drei Ortsteile dem Amt Hochdorf zugeteilt. Die Gemeinde Berghof wurde durch Ratsbeschluss 1836 in die Gemeinden Hildisrieden, Rain und Römerswil aufgeteilt. Dieser Entscheid wurde im Jahr 1838 umgesetzt, und seither ist Rain eine eigenständige Gemeinde.

## Politik

### Gemeinderat
Der Gemeinderat Rain (Exekutive) besteht aus fünf Mitgliedern im Nebenamt und ist wie folgt aufgestellt (Amtsdauer 2020–2024):
- Martin Merz (Mitte): Gemeindepräsident
- Martin Küpfer (FDP): Finanzen und Sicherheit
- Hubert Rigert (FDP): Infrastruktur
- Arno Wespi (Mitte): Soziales und Gesundheit
- Sonja Wiss (Mitte): Bildung

### Kantonsratswahlen
Bei den Kantonsratswahlen 2023 des Kantons Luzern betrugen die Wähleranteile in Rain: Mitte 29,96 %, FDP 28,33 %, SVP 22,69 %, Grüne (mit JG) 7,88 %, glp 6,99 % und SP (mit JUSO) 4,17 %.

### Nationalratswahlen
Bei den Schweizer Parlamentswahlen 2023 betrugen die Wähleranteile in Rain: Mitte 34,1 %, SVP 27,0 %, FDP 22,3 %, glp 7,1 %, SP 3,9 %, GPS 3,1 %, übrige 2,5 %.

## Verkehr
Der Anschluss ans Netz des öffentlichen Verkehrs ist durch die Buslinie Luzern-Rickenbach gewährleistet. In Rickenbach besteht eine Anschlusslinie nach Sursee. Zudem ist Rain an der Postautolinie Sempach-Hochdorf angeschlossen. Rain liegt leicht östlich des Strassenkreuzes von Sandblatte (Ortsteil von Rain westlich des Dorfs), wo die Strassen Luzern-Beromünster und Sempach-Eschenbach LU aufeinandertreffen. Die nächsten Autobahnanschlüsse sind Sempach in 6 km und Emmen-Nord in 7 km Entfernung an der A2.

## Persönlichkeiten

### Söhne und Töchter der Gemeinde
- Ivo Bachmann (* 4. April 1963), Journalist und Verleger

## Bilder

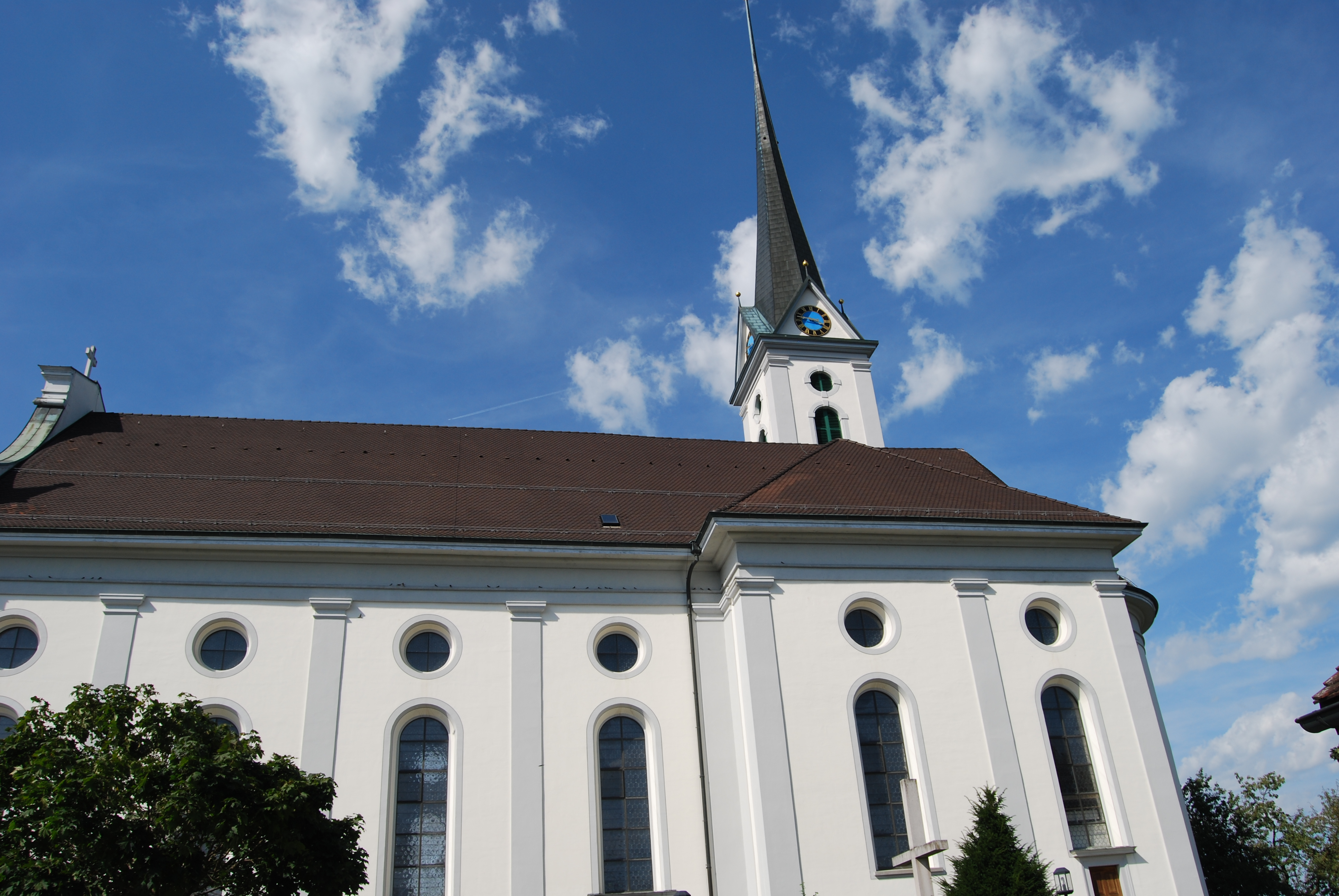
Kirche von Rain
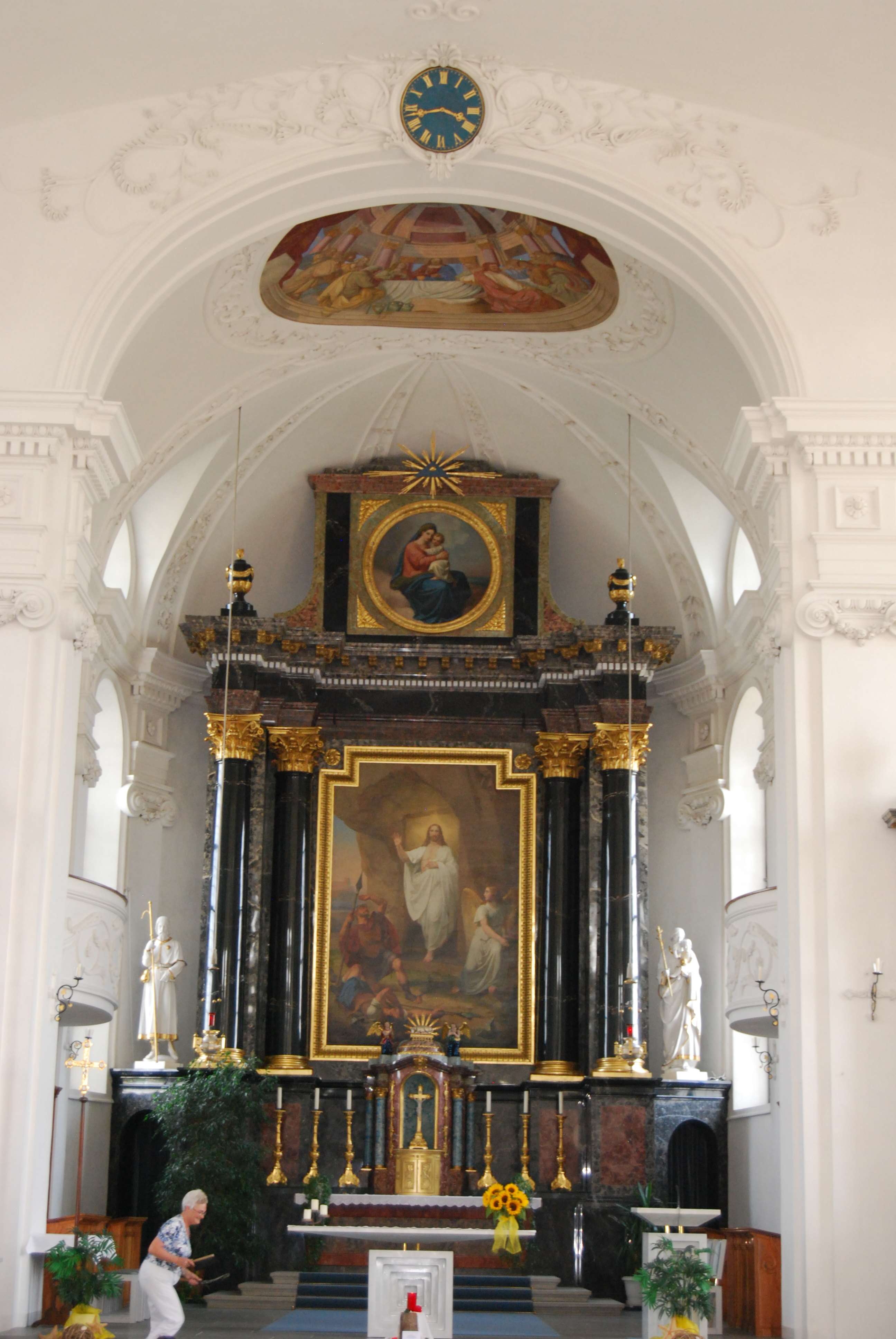
Innenansicht der Kirche
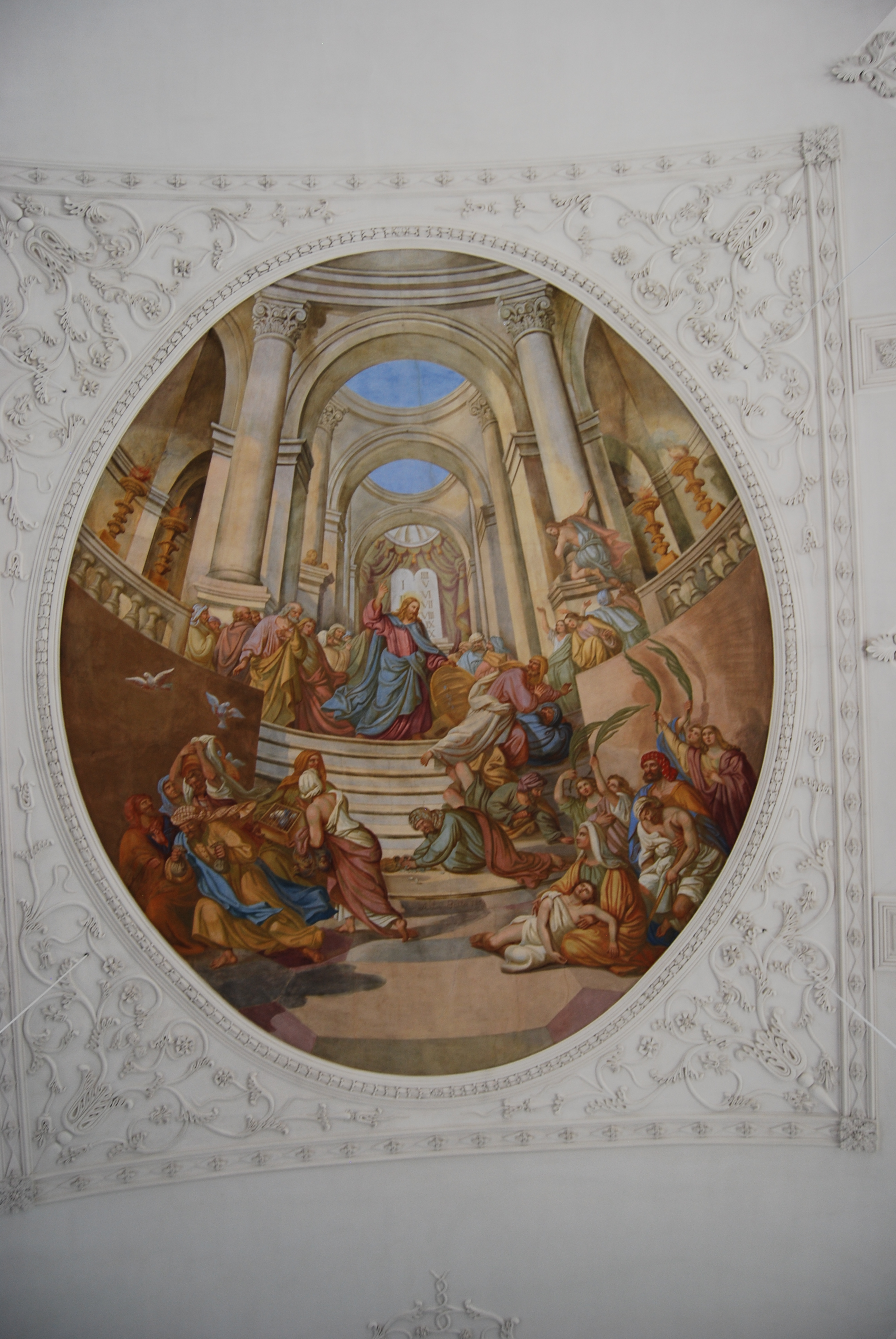
Deckenmalerei in der Kirche
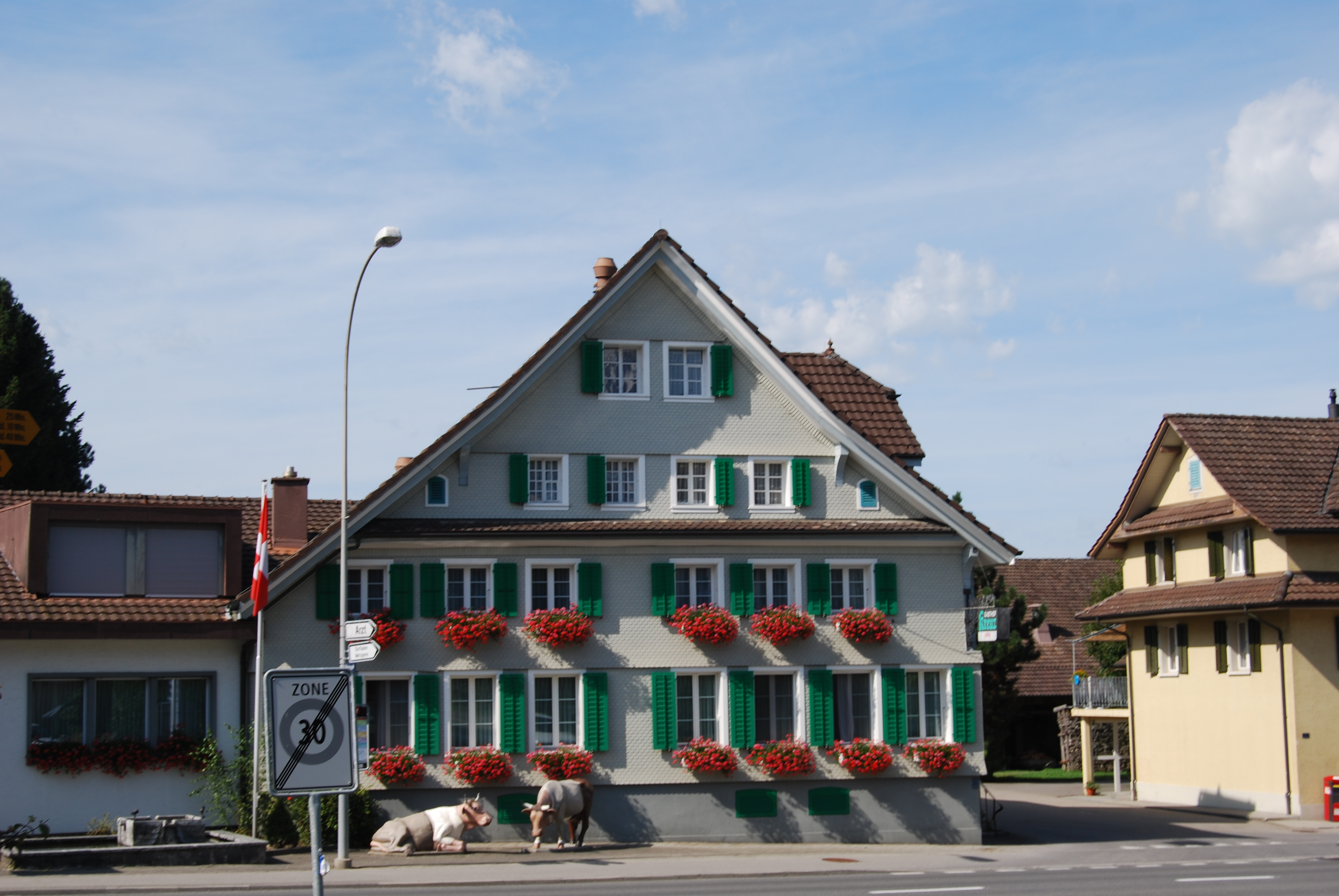
Restaurant im Dorfzentrum